# Edificio España

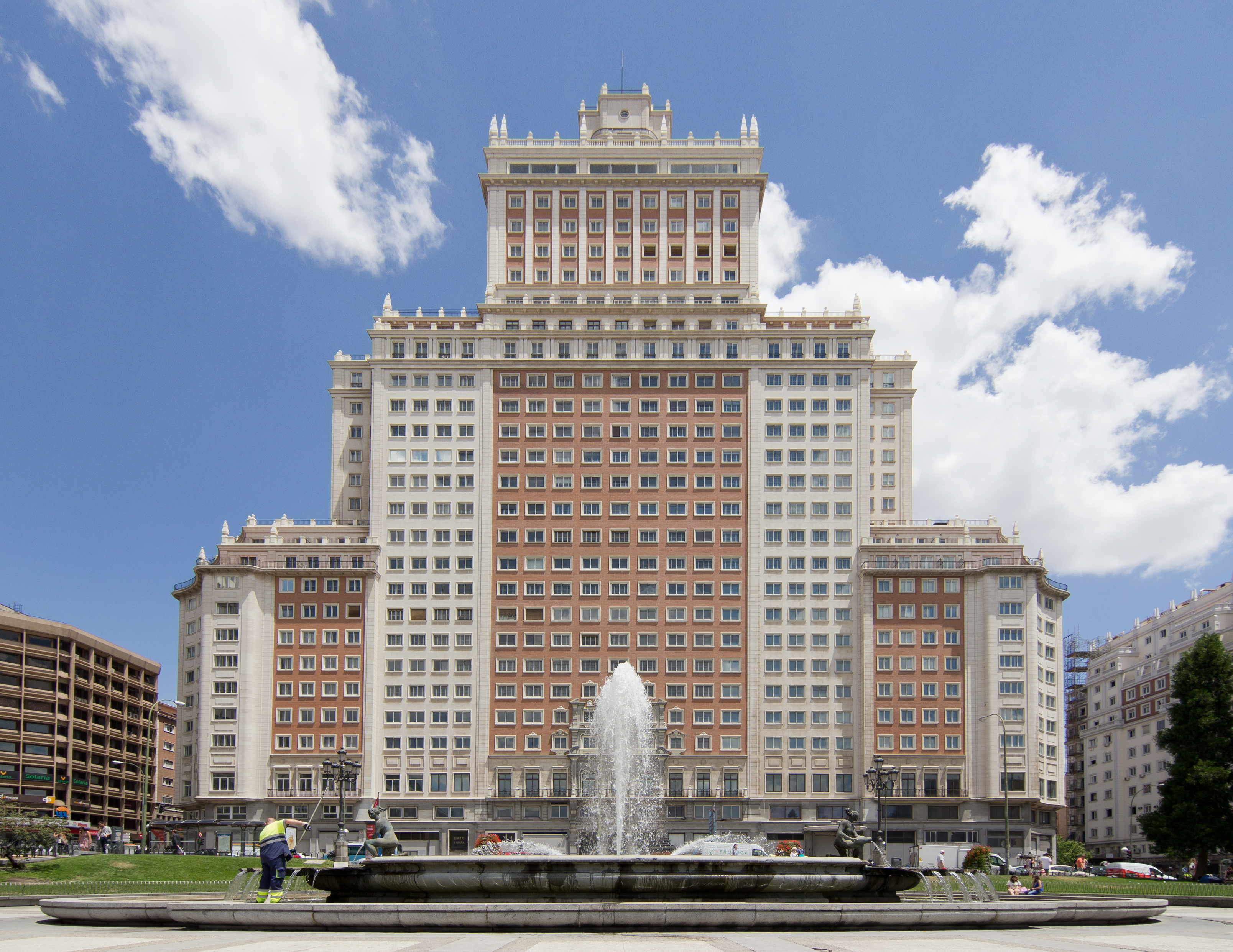
Edificio España aus Sicht der Plaza de España

Das Edificio España ist ein Hochhaus an der Plaza de España in Madrid, das von 1948 bis 1953 gebaut wurde. Es wurde von den Brüdern Julián und Joaquín Otamendi (Architekt bzw. Ingenieur) im Stil des Neubarocks entworfen und gehört zu den architektonischen Wahrzeichen der spanischen Hauptstadt. Mit einer Höhe von 117 m war es nach Fertigstellung das höchste Gebäude in Spanien. Der damals herrschende Diktator Francisco Franco wollte damit die wirtschaftliche Leistungsfähigkeit des Landes unterstreichen.

## Nutzungsgeschichte
Erster Eigentümer des Gebäudes war die Immobiliengesellschaft Metrovacesa, die es 2005 an Gecina verkaufte. Im gleichen Jahr wurde es an die spanische Großbank Banco Santander weiterverkauft, die das Gebäude ab 2007 teilweise renovieren ließ. 2014 kaufte es Wang Jianlin für 265 Millionen Euro. Es gehörte daraufhin der Investfirma Renville, einer Tochterfirma des chinesischen Konzerns Wanda Group. Aus Denkmalschutzgründen lehnte die Regierung deren Investorenplan, das Hochhaus mit Hotel, Wohnungen und Einkaufszentrum auszustatten, ab. Das Edificio España wurde 2016 für 272 Millionen Euro an die andalusische Grupo Baraka veräußert.
Am 1. Juni 2017 wechselte das Edificio España den Eigentümer von Baraka zur mallorquinischen Hotelgruppe Riu, die in 24 der 27 Stockwerke ein Vier-Sterne-Hotel mit zwei Swimmingpools einrichten wollte. Die Kauf- und Umbaukosten betrugen laut RIU ca. 400 Millionen Euro. Mitte August 2019 wurde das Gebäude als 4-Sterne-Hotel Riu nach mehr als zwölf Jahren wiedereröffnet. Auf der obersten Etage bietet eine Sky Bar eine spektakuläre Sicht auf Madrid, der Lift dorthin kostet eine Gebühr.

## Dokumentarfilm
Der Dokumentarfilm Edificio España von Victor Moreno berichtet über die Innenrenovierung des Edificio España zwischen 2007 und 2010 anhand der Geschichten von zweihundert Arbeitern aus verschiedenen Herkunftsländern. Der Film wurde 2012 bei internationalen Filmfestivals gezeigt, unter anderem in San Sebastián. Auf Intervention des Gebäudeeigentümers hin durfte er fünfzehn Monate lang nicht vorgeführt werden.